# Basilika Notre-Dame-de-la-Délivrande

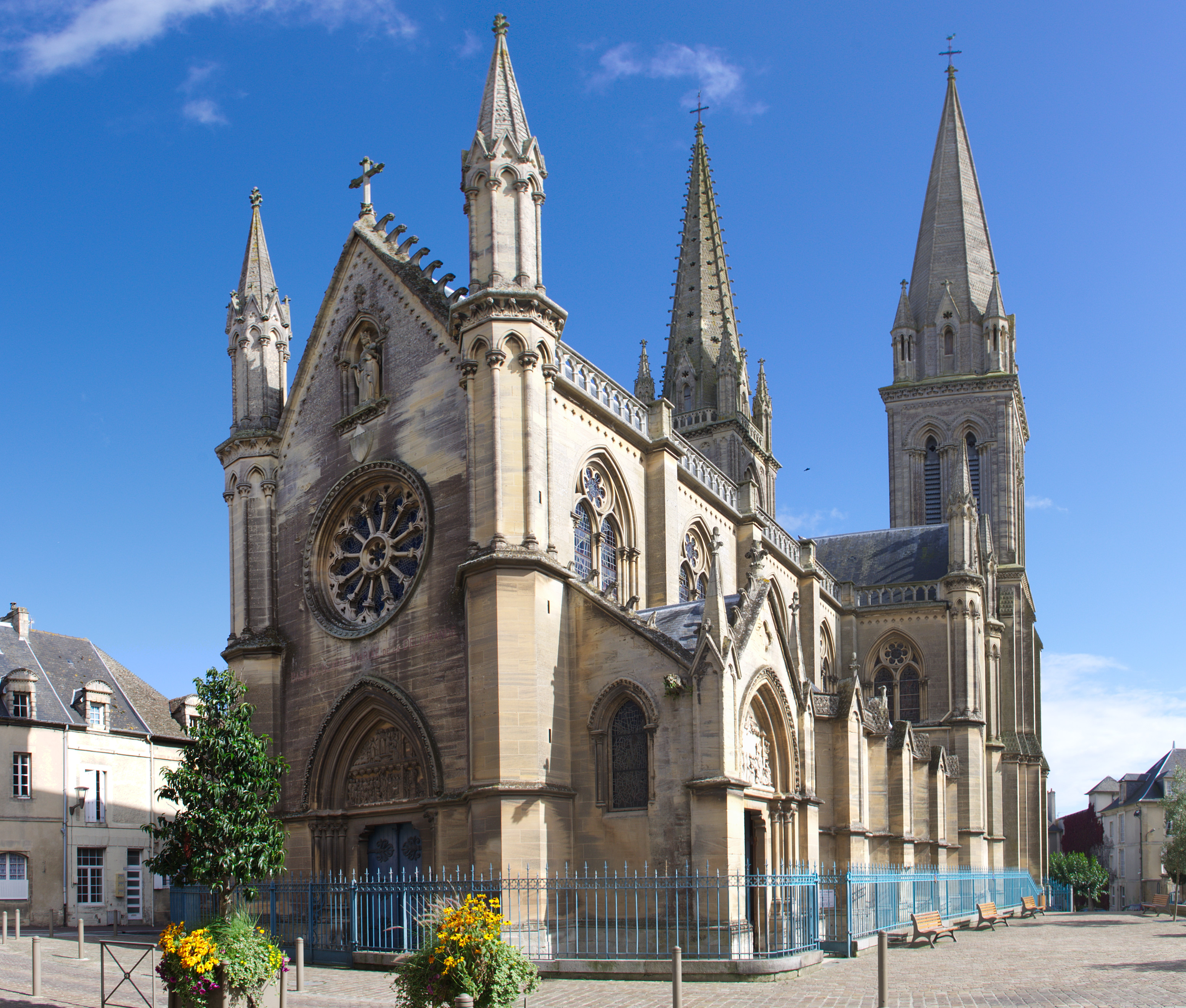
Basilika Notre-Dame-de-la-Délivrande

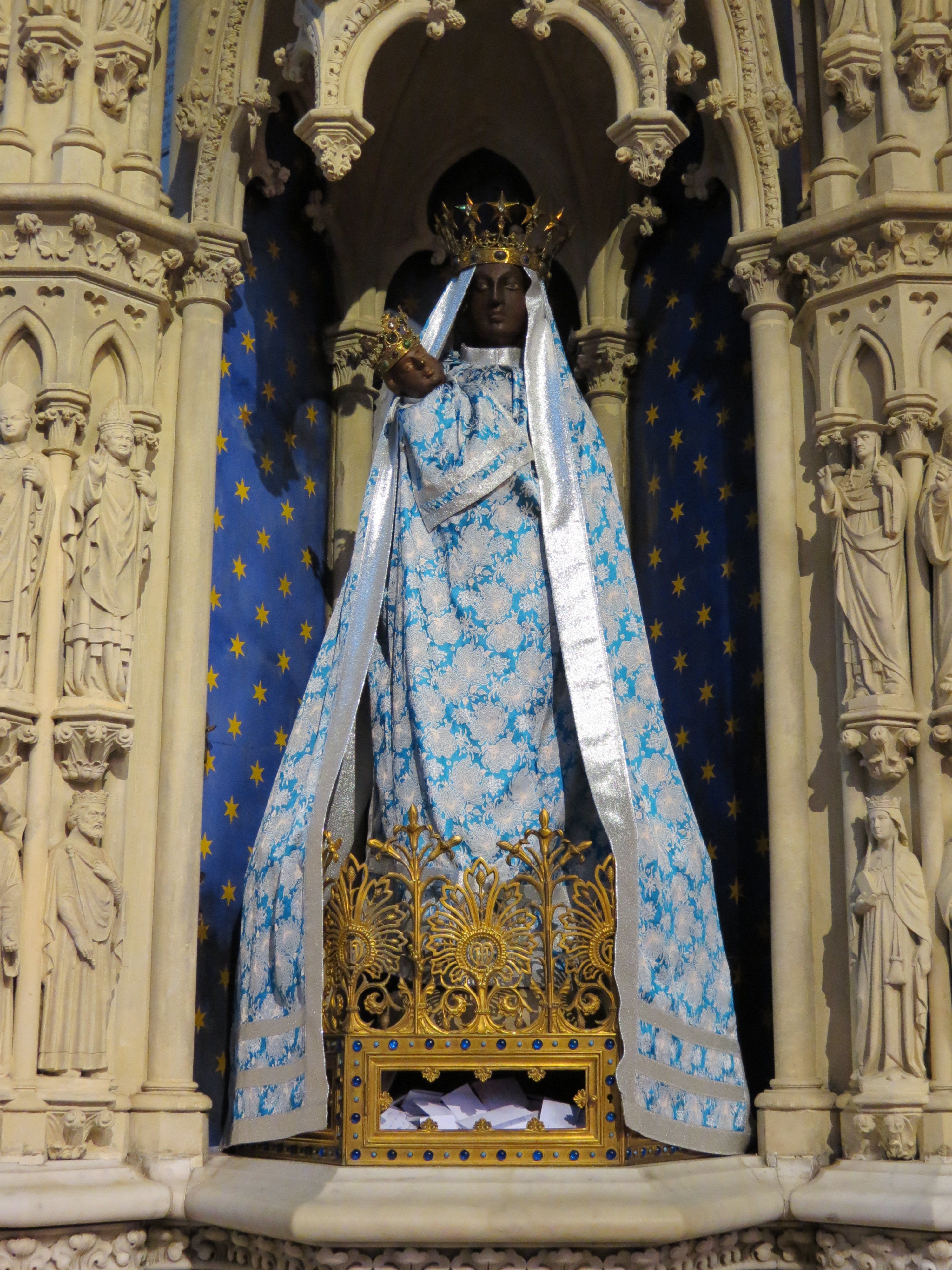
Notre-Dame de la Délivrande

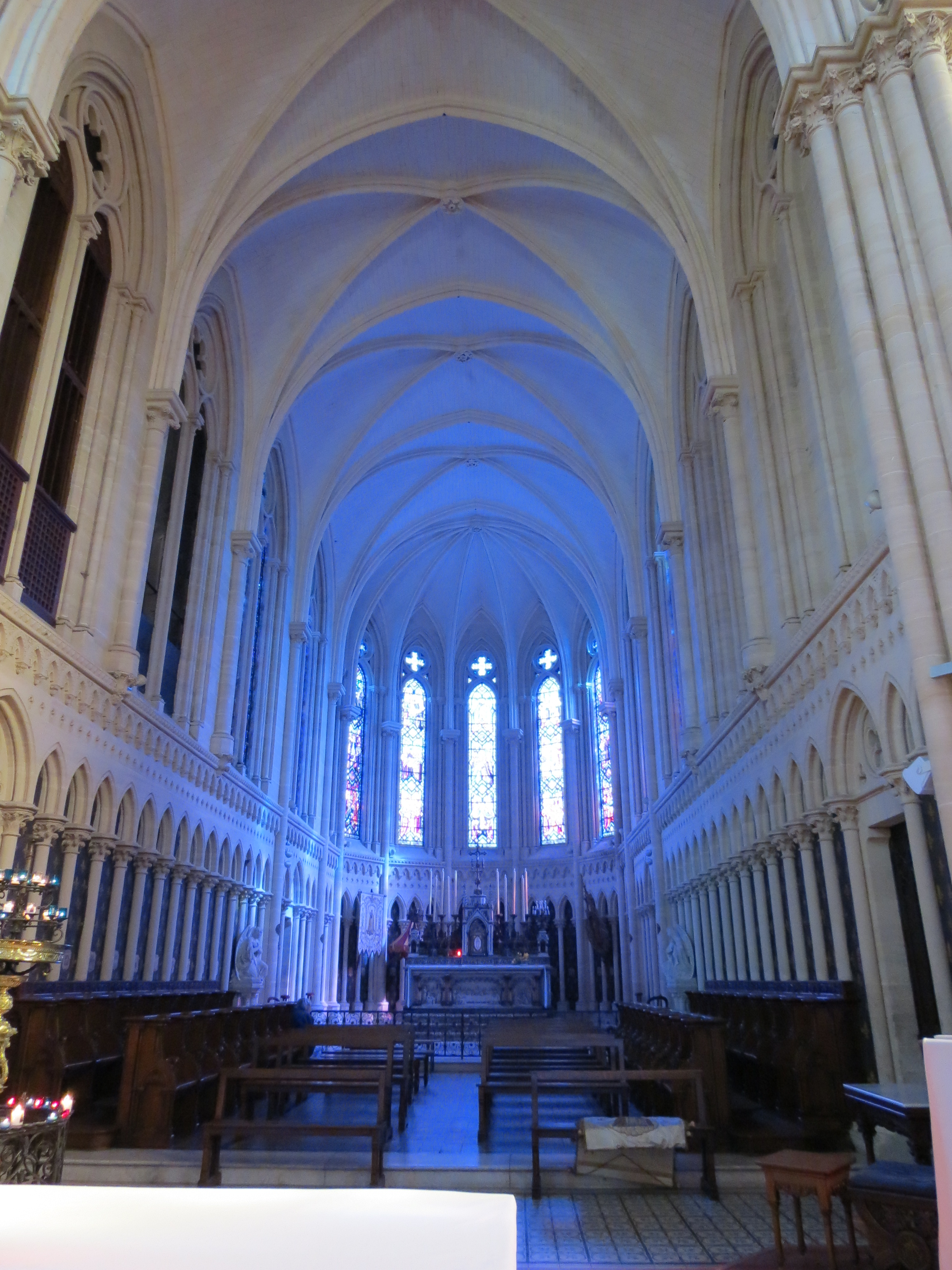
Innenraum

Die Basilika Notre-Dame-de-la-Délivrande (deutsch Unsere Liebe Frau der Erlösung) ist eine römisch-katholische Kirche in Douvres-la-Délivrande im Département Calvados, Frankreich. Die neugotische Basilika ist eine Wallfahrtskirche mit dem Rang einer Basilica minor. Sie beherbergt das Wallfahrtsziel der Schwarzen Madonna Notre-Dame-de-la-Délivrande.

## Geschichte
Die Pilgerfahrt nach La Délivrande ist eine der ältesten der Normandie, deren Ursprung bis in die gallorömische Zeit zurückreichen soll.
An die Stelle des heidnischen Kults der Fruchtbarkeitsgöttin Demeter trat die Verehrung der Jungfrau Maria. Die Wallfahrt, die auf Regnobert, dem 627 verstorbenen Bischof von Bayeux, zurückgeführt wird, war im Mittelalter sehr berühmt und wurde von König Ludwig XI. 1470 und 1473 geehrt. In jüngerer Zeit pilgerten der heilige Johannes Eudes im Jahr 1643 und die heilige Therese von Lisieux im Jahr 1887 in Begleitung ihres Vaters und ihrer Schwester Céline. Gustave Flaubert lässt die Helden seines Romans Bouvard und Pécuchet auf Pilgerfahrt gehen und gibt eine interessante Beschreibung des Ortes aus der Zeit, als Pilgerreisen wichtig waren.
Die Basilika ist der Nachfolger von zwei früheren Gebäuden. Eine erste Kapelle wurde im Jahr 830 von den Wikingern zerstört. Eine zweite Kapelle wurde um 1150 an dem Ort errichtet, an dem die Statue der Schwarzen Madonna gefunden worden war. Die Entdeckung der Statue soll durch ein Schaf erleichtert worden sein. Die ursprüngliche Statue wurde während der Hugenottenkriege zerstört und 1580 durch die heutige Statue ersetzt.
Das Gebäude wurde zwischen 1854 und 1878 im normannischen neugotischen Stil im Zentrum der Stadt nach Plänen von Jacques-Eugène Barthélémy, einem Architekten aus Rouen erbaut, der die Basilika Notre-Dame de Bonsecours in der Nähe von Rouen entworfen hatte. Im Jahr 1872 gewährte Papst Pius IX. der Schwarzen Madonna das Privileg der Krönung. Kardinal de Bonnechose, der Erzbischof von Rouen, nahm die Krönung am 22. August 1872 vor.
Papst Leo XIII. erhob sie 1895 zur Basilica minor. Sie wurde am 22. August 1895 geweiht. Die Kämpfe der Schlacht um die Normandie im Jahr 1944 haben die Basilika kaum beeinträchtigt, lediglich die Glasfenster mussten nach und nach rekonstruiert werden. 1975 wurde sie als Monument historique unter Denkmalschutz gestellt.

## Das Kirchenschiff und die Kapellen
Zu beiden Seiten des Kirchenschiffs befinden sich ehemalige kleine Kapellen mit Glasmalereien, die hauptsächlich an Erscheinungen der Jungfrau Maria erinnern: La Salette, Lourdes, die Wunderbare Medaille, Pontmain und Fátima, ein sechstes erinnert an das Heilige Herz.
Die hohen Fenster erinnern als Besonderheit an bestimmte Namen, die Maria gegeben wurden.
Die Kapellen sind mit Votivgaben ausgekleidet und zeigen Schiffsmodelle, die von Seeleuten gestiftet wurden.